# 板津淳
板津 淳（いたつ じゅん、1974年5月30日 - ）は、日本の俳優、歌手、実業家。東京都出身。

## 来歴
1993年劇団ふるさときゃらばん 第9期生として入団し、長年劇団活動に従事。2010年2月8日、劇団ふるさときゃらばんは東京地裁に自己破産を申請、同月17日に破産手続き開始決定を受けて倒産。。1年間ハローワークへ通い失業保険を受給しながら、劇団の再生に携わる。2011年3月、東日本大震災を機にふるさときゃらばんを退団。カナダ在住の音楽家・セミナー講師のエドウィン・コパードに師事。セミナー講師として活動するかたわら、不動産賃貸業や体験農園の経営にも携わっている。

## エピソード
- 1992年、入団前に訪れた劇団事務所で、映画・ジャズ・ミュージカル評論家の野口久光と初めて交流を持った[要出典]。
- 1994年長野県松本市で行われた第9期研究所では、のちの佐賀県知事古川康(当時自治省)、信越放送取締役情報センター長 菱山晋一らが講義を行った[要出典]。
- 『パパは家族の用心棒』では、桂蝶六（のちの桂花團治 (3代目)）が客演に来て共演している[要出典]。
- ふるさときゃらばんの創立以来、舞台写真の撮影を度々依頼されていた写真家の英伸三とは、プライベートでも親交があった[要出典]。

## 舞台出演

### 劇団時代（ミュージカル）
- 男のロマン女のフマン（1993 - 1994年） 133ステージ
- 裸になったサラリーマン （板元 役　1994 - 1995年） 199ステージ
- パパは家族の用心棒（田島章治 役　1996 - 1998年） 289ステージ
- Oh!マイSUN社員（根本光弘 役　1997年） 100ステージ
- 駆けろ！架けろ！YATTOSEY！（1997 - 1998年） 20ステージ
- 噂のファミリー 1億円の花婿（風見隆 役　1999年） 59ステージ
- 噂のファミリー 1億円の花婿（原修 役　1999 - 2000年） 282ステージ
- 瓶ヶ森の河童（チバちゃん役　2001 - 2010年） 35ステージ
- リバーヘッド （2002 - 2005年） 35ステージ
- パパの明日はわからない（横田満 役　2002 - 2005年） 149ステージ
- パパの明日はわからない（リフォーム会社の社長 役　2002年,2005年）
- 天狗のかくれ里（大天狗 役他 2004年） 67ステージ
- あしたくる風（町長 役他　2004年,2007年） 12ステージ
- 四国みちぶしん （役場職員･米山 役他 2005年） 14ステージ
- みちぶしん（海の男･カイ 役他 2005年） 11ステージ
- われら地球族！（アナクシマンドロス 役他 2005年） 9ステージ
- どんどんどんどん （2005年） 31ステージ
- 世界はまるい（須佐之男 役他　2005年） 26ステージ
- カントリーチャレンジャー （2005年） 3ステージ
- 沖縄版みちぶしん （2005年） 5ステージ
- 地震カミナリ火事オヤジ（哲夫 役　2006 - 2009年） 388ステージ
- 地震カミナリ火事オヤジ（川島秀一 役　2009 - 2010年） 15ステージ
- ホープ・ランド（浩次 役　2008年） 19ステージ
- ホープ・ランド（ズンマ 役　2009年） 17ステージ
- ホープ・ランド（スパシー 役　2009 - 2010年） 25ステージ
- 雲たか山の鬼（木地師･次郎 役　2009年） 6ステージ
- トランクロードのかぐや姫（信用金庫･青山 役　2010年） 34ステージ

### 退団後
- 朗読音楽劇リトル・ツリー（2015年）葉祥明原作

### 映画
- 走れ! ケッタマシン ウエディング狂騒曲（2002年）蒼井優、美保純、新山千春、上條恒彦

## 関係項目
- 石塚克彦
- ふるさときゃらばん

## 関連書籍
- 「裸になったサラリーマン取材ノート」（日本能率協会マネジメントセンター、1995年）
- 「ふるさときゃらばん大辞典」（1993年）劇団ふるさときゃらばん